# Tigveni
Tigveni é uma comuna romena localizada no distrito de Argeş, na região de Muntênia. A comuna possui uma área de 49.34 km² e sua população era de 3424 habitantes segundo o censo de 2007.